# Yulissa Zamudio
Yulissa Zamudio Ore (ur. 24 marca 1976) – peruwiańska siatkarka grająca jako środkowa. 
Obecnie występuje w drużynie Club de Deportivo Alianza.
W sezonie 1997/98 wraz z zespołem Augusto Kalisz, w którym grała wspólnie z inną Peruwianką – Leylą Chihuán, zdobyła mistrzostwo Polski.